# Humulopsis scandens
Humulopsis scandens är en hampväxtart som först beskrevs av João de Loureiro, och fick sitt nu gällande namn av I.A. Grudzinskaya. Humulopsis scandens ingår i släktet Humulopsis och familjen hampväxter. Inga underarter finns listade i Catalogue of Life.